# Крамер, Джон Энтони
Джон Энтони Крамер (англ. John Antony Cramer; 1793, Митлёди — 24 июля 1848, Скарборо) — английский филолог, профессор в Оксфорде.
Его сочинения: «Description of ancient Italy» (Л., 1826); «Description of Asia Minor» (1834); «Description of ancient Greece» (1820); «Study of modern history» (1843). Крамер издал «Anecdota Graeca» (1839—1841) и «Catenae Graecorum patrum in Novum Testamentum» (1838—1844).